# Trafalgar (episodio nacional)
Trafalgar es la primera novela de la  serie de los Episodios Nacionales de Benito Pérez Galdós. Iniciada su redacción el 6 de enero de 1873, fue publicada en febrero, apenas un mes después, aunque los materiales y documentación se fueron trabajando desde el verano de 1872, durante la estancia estival en Santander en la que le fue presentado al escritor un veterano marino que había participado en la batalla de Trafalgar.
Como en casi todos los episodios de esta primera serie, la acción es narrada en primera persona por Gabriel de Araceli, personaje heroico que evolucionará a lo largo de ella, mezclando su romántica y muchas veces folletinesca biografía, con los grandes capítulos de la Historia de la España entre 1805 y 1875. En este primer episodio, Gabriel es presentado como un pícaro gaditano huérfano, que a los 14 años se verá envuelto en la batalla de Trafalgar como criado de un viejo oficial de la Armada en la reserva. La acción discurre en octubre de 1805 y narra con cierto ritmo épico, los preparativos, desarrollo y desenlace de la batalla, con el chaval enrolado en el Santísima Trinidad, buque insignia de la Armada Española. Varios autores a lo largo del siglo xx, desde Rafael Altamira hasta Pedro Ortiz-Armengol, han destacado el genio narrativo de Galdós en este arranque de su magna crónica de la historia de España en el siglo xix.

## Bibliografía

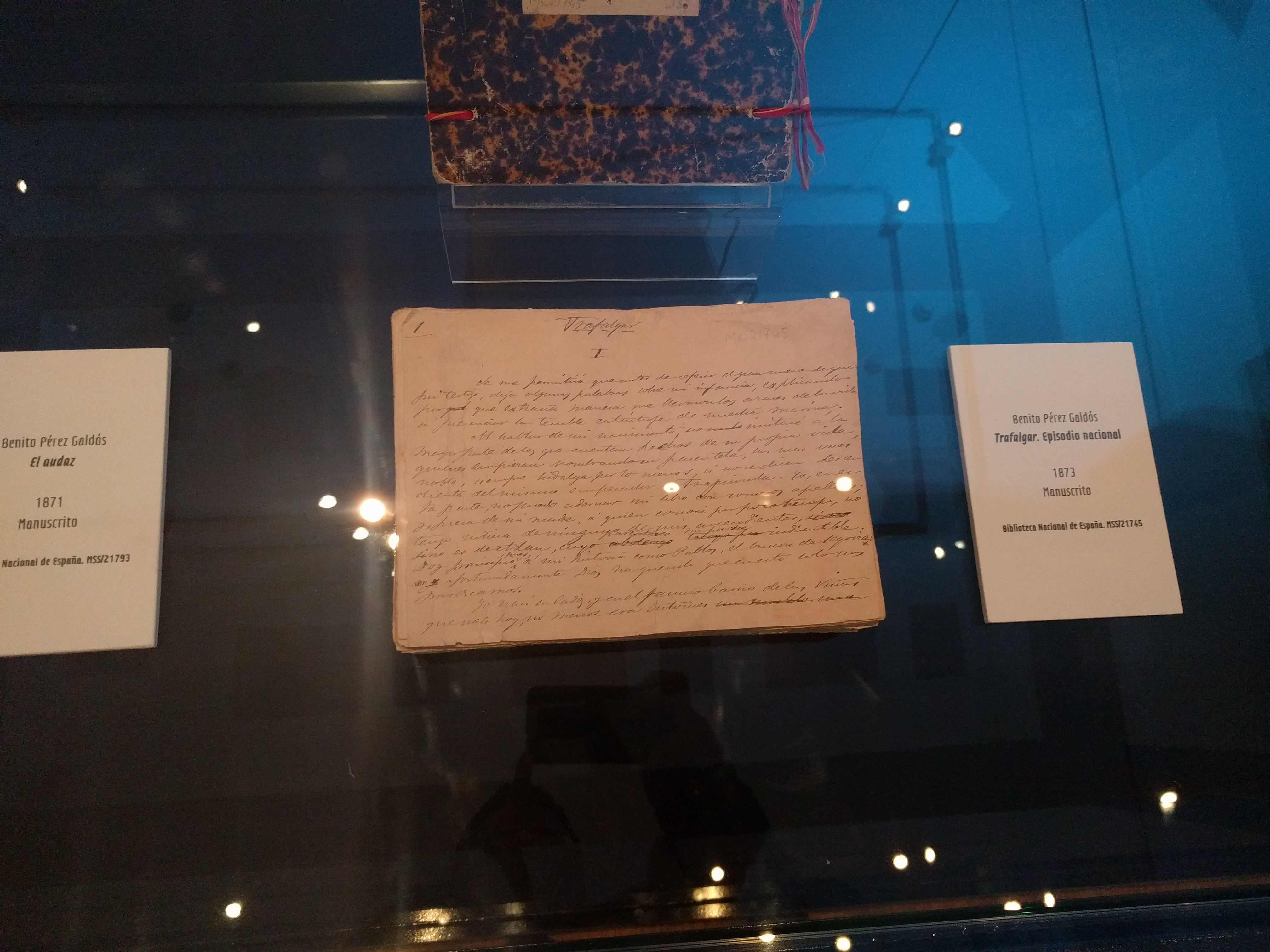
Manuscrito de 1873. Biblioteca Nacional de España.